# Отшеп
Отшеп (пол. Otrzep, нім. Friedrichshorst) — село в Польщі, у гміні Вешхово Дравського повіту Західнопоморського воєводства.
Населення — 55 осіб (2011).
У 1975-1998 роках село належало до Кошалінського воєводства.

## Демографія
Демографічна структура станом на 31 березня 2011 року:
|          | Загалом | Допрацездатний вік | Працездатний вік | Постпрацездатний вік |
| -------- | ------- | ------------------ | ---------------- | -------------------- |
| Чоловіки | 26      | 2                  | 20               | 4                    |
| Жінки    | 29      | 8                  | 15               | 6                    |
| Разом    | 55      | 10                 | 35               | 10                   |